# Kommunisme
I politiske og sociale videnskaber er kommunisme (fra latin communis, dansk: fælles, universel) en social, politisk og økonomisk ideologi og bevægelse, hvis endelige mål er etableringen af det kommunistiske samfund, som er en socioøkonomisk orden struktureret med fælles ejerskab til produktionsmidlerne, fravær af sociale klasser, penge, og staten.
Kommunismen omfatter en række forskellige skoler, som blandt andet omfatter marxisme og anarkisme, og de politiske ideologier grupperet omkring disse. Alle disse ideologier bygger på den fælles analyse, at den nuværende samfundsorden stammer fra det økonomiske system, kapitalisme, at i dette system, er der to store sociale klasser: arbejderklassen, flertallet, der arbejder for at overleve - og kapitalistklassen, et mindretal, der gennem private ejendomsret til produktionsmidlerne (de fysiske og institutionelle midler med hvilke råvarer er produceret og distribueret) skaffer sig profit gennem ansættelse af arbejderklassen, og at den politiske, sociale og økonomiske konflikt mellem disse to klasser vil udløse en fundamental ændring i det økonomiske system og i forlængelse en omfattende omdannelse af samfundet. Det primære element, der vil aktivere denne transformation, ifølge denne analyse, er ejerskabet til produktionsmidlerne.

## Kommunisme og socialisme
Udtrykkene kommunisme og socialisme betegner samfundsformer, hvorunder sker en afskaffelse af privatejendomsretten til samfundsskabte værdier og det på denne opbyggede samfundssystem, ved at skabe et klasseløst samfund med delvist fælles ejendom, samfundsejede produktionsmidler og samfundsmæssig fordeling af produktionsudbyttet (merværdien). Udgangspunktet for disse teorier og bevægelser er dette, at alle mennesker har lige ret til at få sine behov tilfredsstillet, og at det derfor gælder om at skaffe den størst mulige lighed i adgangen til de samfundsskabte goder. Fællesejendomsordning under socialismen sikres ved hjælp af en stærk statsmagt. Staten er i alle klassesamfund et middel som anvendes af den herskende klasse til at undertrykke andre klasser, således også under socialismen hvor arbejderklassen besidder magten, endeligt vil der i det statsløse kommunistiske samfund ikke længere være tale om klasser, derfor taler man om Statens bortdøen.
Man har forsøgt på forskellige måder rent teoretisk at sondre mellem kommunisme og socialisme; som oftest på den måde, at man definerede socialismen som den samfundslære og politik, der har til mål at ophæve privatejendomsretten alene til produktionsmidlerne, medens arbejdsudbyttet fordeles efter det ydede arbejdes værdi, der selvfølgelig kan være højst uens; kommunismen betegnedes da som den teori, der går et skridt videre og ikke alene tilstræber fællesskab i produktionen, men tillige i fordelingen, således at også fordelingsprocessen foregår kollektivt, at altså enhver gøres delagtig i de materielle goder efter sit behov. En kendt parole, der i grove træk beskriver idégrundlaget for kommunisme, er, at "man yder efter evne og nyder efter behov".

## De mange former for kommunisme
I virkeligheden kan mange af de mangfoldige systemer, teorier og bevægelser, der tager sigte på en gennemgribende reform af de nuværende
ejendomsforhold, vanskelig adskilles skarpt i systematisk henseende; ofte har en tænker betegnet sit system som kommunistisk, medens en anden har betegnet sit ganske tilsvarende system som socialistisk. Det er betegnende, at den moderne socialismes teoretiske grundlægger, Karl Marx, fra først af slår sine teser fast i et skrift med titlen »Det kommunistiske Manifest«.
Man kan – lidt forenklet – skelne mellem forskellige bevægelser og samfundsformer, som havde større eller mindre udtalte islæt, der kunne henregnes under kommunistisk tankegang: urkommunisme, klosterkommunisme, kommunistiske kolonisamfund, statskommunistiske samfund.

### Urkommunisme
Ved undersøgelsen af samfundenes tidligste økonomiske historie støder man på en form for primitiv kommunisme i form af klasseløse samfund, der formenes i stor udstrækning at have været bygget på fælles besiddelse og drift; dette gælder såvel jagt- og fiskeristadiet og hyrdestadiet som det første agerbrugsstadium. Gruppen, slægten eller stammen tilegner sig og besidder i fællesskab fiske- og jagtpladserne, græsgangene eller den dyrkelige jord, medens de enkelte medlemmer kun udøver en benyttelsesret. Ved agerbrugets oprettelse udfordres fællesskabet i urkommunismen af privat ejendomsret til jord. Trods fællesskabsprincippet er der dog — i hvert fald på hyrdestadiet og agerbrugsstadiet — ikke tale om nogen gennemført social lighed, antagelig fordi slaveri nu bringes i anvendelse, og allerede meget tidligt bliver de mobile værdier; redskaber, jagtvåben, beklædning, mm. genstand for privatejendom. Fælleseje til jorden finder man hos alle folkeslag, der delvist er blevet stående på et urkommunistisk kulturtrin, lige op til nutid, men naturligvis således, at fællesskabet kommer til at omfatte mindre og mindre dele af jorden, idet forskellige magthavende klasser – som adelen, kongerne og kirken – meget tidligt tog jord til selvejendom. Fælleseje til og fællesdrift af jorden genfinder man i mere eller mindre grad i de forskellige landsbyfællesskaber, der peger tilbage mod en fælles urkommunisme. Overlevede levn heraf spores endnu, blandt andet i de fælles overdrev og almindinger. Se uddybende artikel: Urkommunisme.

### Antikken
Affødt af den store økonomiske og sociale ulighed og afhængighed, der fulgte med privatejendommens gennemtrængen, opstod der i tidens løb talrige systemer, teorier og bevægelser, som tilsigtede en udjævning af ulighederne og misforholdene, og da hyppigst med
mere eller mindre udpræget kommunistisk tendens.
Opfattelsen af samfundet som en producerende organisme var den antikke tænkning ganske fremmed; og en kommunistisk lighed i fordeling, endsige lighed i forpligtelse til arbejde, er en forestilling, man ikke støder på hos nogen statsmand eller samfundsfilosof i oldtiden. Denne tid har overhovedet ingensinde videnskabeligt beskæftiget sig med produktionsproblemet, end mindre udviklet nogen teori om produktionsfællesskab efter moderne kommunistisk opfattelse. Ganske vist opstod der med Phaleas fra Chalcedon en tænker, der anbefalede alle borgeres lige adgang til jordejendom og industriens (håndværkets) overgang til statsdrift (det vil sige dens formidling ved statsslaver, — en reform, der på Aristoteles’ tid endog forsøgtes praktisk gennemført i Epidamnus), og ganske vist priste Platon kommunismen som den ideale samfundsforfatning og underkaster dens principper en indgående udredning; men hverken hos denne (hvis samfundsteori med dens kunstige parringsvalg er strengt aristokratisk) og forøvrigt heller ikke i det gamle Hellas møder man nogen gang et forsøg på at ombytte det bestående samfunds allerede for længst grundfæstede privatøkonomiske organisation med en kommunistisk. De store sociale kampe, der førtes fra de brede befolkningslags side, var ikke rettet mod privatejendomsretten som sådan, men kun mod den altfor ulige fordeling.
Lige så lidt kom det i den romerske rige hverken teoretisk eller praktisk til kommunistiske bevægelser. Selv under de voldsomste sociale storme, som i slavekrigene, er der kun tale om formueforskydninger, ikke om afskaffelse af ejendomsretten og privatkapitalen som sådan.

### Kristendommen
Man har undertiden villet tillægge de første kristne kommunistiske tendenser, men næppe med rette; i hvert fald har der ikke været tale om en kommunisme i moderne forstand. Når det således i Apostlenes Gerninger 2, 44—45 meddeles, at de rige solgte deres ejendele for at skænke pengene til de fattige, står man kun over for en sjælden grad af velgørenhed. På det samme standpunkt står kirkefædrene, og når de senere kanonister lærte, at fælleseje er en Gud velbehagelig ordning, må man ikke heraf slutte, at de mere end urkristendommen og kirkefædrene forfægtede en ny produktionsordning. Kristendommens store indsats er at bringe til anerkendelse menneskenes lighed, først og fremmest for Gud, men dernæst for loven og derigennem skabe agtelse for arbejdet; om produktionens organisation bekymrede den sig ikke. Selv de kristelige ordens- og klostersamfund med deres fællesskab i henseende til ejendom og husholdning har ikke til hensigt at reformere samfundet, allermindst økonomisk, men kun at skaffe »Herrens Udvalgte« den materielle mulighed for at fjerne sig fra verden og dens fristelser; den kommunistiske organisation er her ikke et mål, men et middel.

### Kættere og katharer
Til en synderlig videregående gennemførelse af kommunismens princip nåede man heller ikke gennem hele middelalderen. Det mangler ikke i dette tidsrum på heftige sociale kampe. Men som regel var målet for disse enten at realisere det urkristelig asketisk-mystiske ideal af sværmerisk næstekærlighed eller blot at udligne den meget store ulighed i besiddelsesforholdene og de deraf følgende sociale misforhold, derimod ikke at afskaffe privatejendommen som princip. Hos en stor del af de kristelige sekter bliver askesen den vigtigste livsregel, og sammen med forsagelsen af det jordiske gods vågner da kommunistiske forestillinger til mere eller mindre klar bevidsthed. Omkring 1030 finder man således i Norditalien kættere, der for domstolene erklærede: »Vi har al vor ejendom fælles med alle mennesker«. Ejendomsfællesskabet blev endvidere prædiket i slutningen af det 11. århundrede af de såkaldte katharer eller valdenser, der blev blodigt udryddet i albigenserkrigene. En lignende lære optræder ved overgangen fra 12. til 13. århundrede hos »begharderne« i Nederlandene, hvorfra de snart udbredte sig over Tyskland, Frankrig og England. Mod slutningen af 13. århundrede grundlagde Gerhard Grqot fra Deventer samfundet »Det hellige Livs Brødre«, og omtrent på samme tid opstod »patarenerne«’s eller »Apostelbrødrene«’s sekt i Parmia, hvorfra de fandt udbredelse til Spanien, Frankrig og Tyskland.

### Renæssancen
En sværmerisk kommunisme, der hvilede på apokalyptiske forestillinger, forkyndtes i overgangsperioden mellem middelalderen og den nyere tid af »gendøberne«, der 1534 gjorde et forsøg på at oprette deres tusindårige rige i Münster, et forsøg, der kvaltes i blod og grusomme forfølgelser; Gendøberne fandt tilflugt i Böhmen, hvor under navnet »mähriske brødre« deres små og spredte, kommunistisk organiserede samfund endnu fandtes i første fjerdedel af 17. århundrede. Alle de her nævnte og endnu mange andre sektbevægelser med kommunistiske tilløb fra middelalderen og begyndelsen af den nyere tid havde deres rod først og fremmest i religiøse motiver; de påberåbte sig alle Bibelen. Ved siden heraf forekom dog også stærkt udbredte revolutionært-kommunistiske tendenser af mere nøgternt og jordisk præg, der fik deres udslag i de store »bondekrige«, som hærgede Frankrig 1358, England 1381 og Tyskland 1525.
Kommunisme bevidst opfattet som ideal for menneskeligt samliv og en lykkebringende samfundsorden møder man første gang hos Thomas More i hans berømte, på latin, affattede Utopia, det vil sige det land, som ingensteds findes, der udkom første gang 1516 og senere i talrige udgaver og oversættelser, lige som det fandt en mængde efterligninger lige ned til vore dage i de såkaldte »statsromaner«, det vil sige fremstillinger af fingerede samfund, hvor forfatteren forudsatte sit ideal for den retslige, økonomiske og sociale organisation realiseret, idet han kritisk sammenligner de opdigtede med de virkelig eksisterende forhold. I ly af sin fiktion priser More kommunisme som det mest hensigtsmæssige middel til at berede alle mennesker (og ikke blot en flok udvalgte) den tryggeste og mest udstrakt nydelsesrige tilværelse. Det asketiske eller overhovedet det religiøse element træder i hans epokegørende skrift helt i baggrunden for anerkendelsen af den materielle livsnydelses ret.
Utopia har i tidens løb fundet talrige efterlignere lige ned til vore dage. I »Solstaten« (1620) af Campanella er kommunisme strengt gennemført ikke blot på produktionens, men også på konsumtionens område. I Morelly’s Code de la nature (Paris 1755) er utopien udviklet til et helt socialt system, helt løsrevet fra fiktionens ramme. I realiteten er også dette værk dog en ægte utopi. I modsætning hertil står Jean Meslier, der i sit skrift drager de praktiske konsekvenser af angrebene på privatejendomsretten; for ham er anerkendelsen af menneskenes naturlige lighed bitter alvor; Særejendommens erstatning ved en kommunistisk ordning, den centraliserede stats opløsning i økonomiske kommuner, der er forpligtet til gensidig hjælp, gennemførelse af absolut lighed i arbejde, konsumtion og opdragelse, er for Meslier ikke blot en drøm, men et mål, han anser for praktisk opnåeligt, og som han opfordrer til at efterstræbe med magt. Boissel opstillede i 1789 en række programmatiske punkter og anbefalede en taktik, der i meget minder om det moderne socialdemokrati. Først under den store franske revolution kom det til en praktisk politisk-kommunistisk bevægelse. Lederen af denne var Gracchus Babeuf. Denne mand drog de praktiske konsekvenser af de oven for anførte tænkeres skrifter. Karakteristisk er det, at han og hans tilhængere kaldte sig »de lige«. Men revolutionen, hvis socialpolitiske program allerede var gennemført, ville intet vide om kommunisternes lighed, og Babeuf blev henrettet i maj 1797. Den bevægelse, han gav sit navn, var dermed kvalt.

### 1800-tallet
Med den gennembrydende kapitalistiske produktionsordning kom der en tid, hvor det ene store kommunistiske system efter det andet blev opstillet; men de blev nu i stærkere grad knyttet til de virkelige økonomiske og sociale forhold (jfr. Engels’ bog »Kommunismens Udvikling fra Utopi til Virkelighed«). Og først fra den tid begyndte de kommunistiske idéer at trænge ned i de bredere befolkningslag. De første systemer fra denne tid er Saint-Simon’s, Fourier’s og Owen’s. Fra denne tid forsvandt udtrykket kommunisme mere og mere og erstattedes af udtrykket socialisme.
Betegnelsen kommunisme anvendes stadig om de mange praktiske forsøg, der i nyere tid har været gjort på at oprette kommunistiske samfund ad kolonisatorisk vej, navnlig i større antal i Amerika; disse forsøg er efter kortere eller længere tid fuldstændig mislykkedes. Når man undertiden i kommuneopstanden i Paris 1870—71 har villet se et udbrud af latent kommunisme inden for de bredere samfundslag, beror dette til dels på en misforståelse; Kommunen var i første række et forsøg på en politisk revolution, hvis mål var en føderativ republik af indbyrdes uafhængige kommuner; men meget tyder dog på, at den kommunale uafhængighed for folket i Paris blot var et middel, og at den sociale omvæltning var målet. Udtrykket kommunistisk anarkisme anvendes om Kropotkins, Bakunin’s og Proudhon’s lære. i modsætning til på den ene side den individualistiske anarkisme (Stirner o. fl.), på den anden side til statskommunismen.

### Statssocialisme
En ny æra oplevede kommunismen efter den russiske revolution i 1917, hvor Ruslands Socialdemokratiske Arbejder Parti (bolsjevikkerne) tog regeringsmagten fra det herskende borgerskab ved opstanden oktober 1917, senere skiftede partiet navn til »Sovjetunionens Kommunistiske Parti«. Partiets program var nøje knyttet til det marxistiske system, bolsjevikkerne forlangte at magten skulle overgå til Sovjetterne, de første sovjetter (råd) var blevet oprettet ved den mislykkede revolution i 1905 og var inspireret af de arbejderråd, der blev oprettet under Pariserkommunen. Den øverste sovjet blev oprettet i 1936. Forskellen mellem de kommunistiske og de socialdemokratiske partier lå væsentligst i magtskiftet med magtens overgang til proletariatet (arbejderklassen), idet bolsjevikkerne erklærede sig som tilhængere af socialisme under proletariatets ledelse (proletariatets diktatur).
I de fleste lande opstod der efter den russiske revolution erklærede kommunistiske partier i tilslutning til det russiske; i nogle lande fik disse partier efterhånden ret stor betydning, således i Norge, Bulgarien, Tyskland, Frankrig og Italien. Disse partier var sammensluttet i en meget stærkt centraliseret international organisation, den kommunistiske eller Tredje Internationale, med hovedsæde (eksekutivkomité) i Moskva; de enkelte landes partier var underordnet eksekutivkomiteen, og kaldtes »Sektioner af tredie Internationale«. Kommunisternes formål var i første linje en stærk statssocialisme; alt økonomisk liv skulle centraliseres i statstruster, og produktionen skulle organiseres som stordrift, de bedste tekniske hjælpemidler og den mest fremskredne arbejdsdeling skulle anvendes; fuldstændig lighed mellem alle statens borgere skulle indføres, om fornødent ved tvang. Penge, pengevurdering og handel skulle afskaffes, og produktionen såvel som fordelingen skulle indrettes under hensyntagen til individernes behov. Den teoretiske og praktiske leder af denne kommunistiske bevægelse var Vladimir Uljanov (Lenin); af andre navne kan nævnes Trotskij, Zinovjev og Bucharin. I disse mænds skrifter (f.eks. i Lenin’s »Staten og Revolutionen«) finder man også omtalt et såkaldt »andet kommunistisk trin« (i tilknytning navnlig til Friedrich Engels’ teorier), hvor statsmagten ville være uddød, og hvor det kommunistiske, klasseløse samfund skulle fungere frit og automatisk. De kraftige forsøg, partiet gjorde i Rusland på at gennemføre en stærk statssocialisme i nøje overensstemmelse med programmet, suspenderede man af forskellige årsager midlertidigt i 1921, foretog et brat omsving og vendte i ret stor udstrækning tilbage til den privatkapitalistiske driftsmåde.

## Kommunistisk ideologi og praksis
Kommunisme er en revolutionær ideologi. Hovedkernen i kommunismen er dens kritik af kapitalismen som et værktøj til undertrykkelse af arbejderklassen. Straks i begyndelsen af arbejderklassens politiske fremstød, og dersom den sætter sig i besiddelse af statsmagten, finder vi, at den dermed ophæver staten som stat. I den sammenhæng taler Engels faktisk om at arbejderklassens revolution vil ophæve borgerskabets stat, medens ordene om statens bortdøen omhandler den proces, hvor resterne af den proletariske stat svinder ind. Engels' velkendte ord om statens bortdøen lyder som følger:
| Citat | Proletariatet sætter sig i besiddelse af statsmagten og forvandler først produktionsmidlerne til statsejendom. Men dermed ophæver det sig selv som proletariat, dermed ophæver det alle klasseforskelle og klassemodsætninger, og dermed også staten som stat. Det hidtidige samfund, der bevægede sig inden for klassemodsætninger, havde brug for staten, dvs. en organisation af vedkommende udbyttende klasse nede i den form for undertrykkelse (slaveri, livegenskab eller stavnsbånd, lønarbejde), som den bestående produktionsmåde betingede. Staten var hele samfundets officielle repræsentant, dets sammenfatning i et synligt organ, men den var det kun for så vidt den var den klasses stat, som på sin tid selv repræsenterede hele samfundet: i oldtiden var den de slaveejende statsborgeres stat, i middelalderen lensadelens, i vor tid bourgeoisiets. Idet den endelig faktisk bliver hele samfundets repræsentant, gør den sig selv overflødig. Så snart der ikke mere findes nogen samfundsklasse, der skal holdes nede, så snart klasseherredømmet er fjernet og den kamp for den enkeltes eksistens afskaffet, som opstår på grund af det hidtidige anarki i produktionen, og altså de sammenstød og udskejelser, der udspringer heraf, er der ikke mere noget, der skal undertrykkes, og som kunne nødvendiggøre en særlig undertrykkelsesmagt, en stat. Den første handling, under hvilken staten virkelig optræder som repræsentant for hele samfundet - overtagelsen af produktionsmidlerne i samfundets navn - er samtidig dens sidste selvstændige handling som stat. Statsmagtens indgriben i samfundsforholdene bliver overflødige på det ene område efter det andet og sover så hen af sig selv. I stedet for hersken over personer træder nu forvaltning af ting og ledelse af produktionsprocesser. Staten bliver ikke `afskaffet', den dør bort. I forhold hertil må man måle frasen om den `fri folkestat', altså både med hensyn til dens tidsbegrænsede agitatoriske berettigelse og med hensyn til dens endelige videnskabelige utilstrækkelighed; det samme gælder de såkaldte anarkisters krav om, at staten skal afskaffes fra den ene dag til den anden. | Citat |
| Friedrich Engels: "Herr Eugen Dührings omvæltning af Videnskaben (Anti-Dühring)" (3. oplag, s. 301-303). | |       |

Der findes flere akademiske og politiske skoler i forståelsen af kommunismen, og der er ikke etableret almen enighed om de praktiske konsekvenser af ideologiens udbredelse. Inden for den såkaldt "totalitaristiske skole" er det en udbredt opfattelse, af kommunistiske bevægelser naturnødvendigt arbejder sig frem mod totalitarisme og undertrykkelse, mens den "komparative skole" har peget på de store indbyrdes forskelle mellem det utal af kommunistiske organisationer og stater, der har eksisteret. I praksis har en lang række regeringer, der betegnede sig selv som kommunistiske, stået bag omfattende undertrykkelse og udrensninger. En politisk praksis, der i høj grad står i modsætning til det kommunistiske idégrundlags budskab om lighed og frihed og således oplagt ikke er kommunistisk.

## Kommunistiske samfund i det 20. århundrede
Det første eksempel på en kommunistisk magtovertagelse fandt sted i Rusland 1917 – hvis vi ser bort fra det mislykkede forsøg i 1871 i Paris . De kommunistiske idéer fra magtovertagelsen i Rusland 1917 blev spredt og kopieret ud over hele jordkloden. Realpolitisk fik Lenins og Stalins bolsjevikiske parti succes. Da Komintern dannedes (1919) blev den et instrument til at udbrede den kommunistiske revolution til hele verden. Komintern havde ikke meget mere end 100.000 kommunistiske medlemmer på kloden ved stiftelsen i 1919 , men ved opløsningen i 1943 havde den stalinstyrede Komintern flere millioner medlemmer og var det største parti i flere europæiske og asiatiske lande. Komintern blev afløst af Kominform i 1947. Komintern blev styret af en såkaldt eksekutivkomite (EKKI), der var domineret af repræsentanter for Sovjetunionens kommunistiske parti. Efter Stalins magtovertagelse i Sovjetunionen i anden halvdel af 1920'erne blev ensretningen af både sovjetsamfundet og Komintern voldsomt forstærket, og en central opgave for de internationale kommunistpartier blev nu at forsvare opbygningen af Socialismen i et land i Sovjet. Egentlig fri diskussion af såvel teoretisk som praktisk art ophørte i samme periode.
Efter 2. verdenskrig stod Sovjetunionen bag indsættelsen af erklæret kommunistiske og sovjettro regeringer i en lang række østeuropæiske lande. Disse regimer anvendte Sovjetunionen som forbillede for samfundsudviklingen og udfoldede en omfattende censur og undertrykkelse af befolkningerne i den efterfølgende periode.
En række kilder mener, at nøglen til forståelse af udformningen af den sovjetiske kommunisme findes i V. I. Lenins skrifter. Disse, der i øvrigt ikke udgør noget sammenhængende eller konsistent hele, har som fremtrædende træk, at den socialistiske udvikling skal drives frem af en revolutionær, intellektuel avantgarde, der med basis i arbejderklassen skal sikre en omformning af samfundet fra kapitalisme til kommunisme. Andre har bestridt dette med henvisning til, at Stalins omvæltning af Sovjetsamfundet fra slutningen af 1920'erne havde større betydning end de politiske forandringer, Lenin tog del i.
En bog, Le livre noir du communisme, der er udarbejdet af kritikere af kommunismen, har konstateret, at mellem 84 og 100 millioner mennesker er døde i de lande, styret af kommunistiske parti i regeringen-relaterede årsager. Dette er fordelt som følger: 65 millioner i Kina, 20 millioner i Sovjetunionen, 2 millioner i Nordkorea, 2 millioner i Cambodja, 1,7 millioner i Afrika, 1 million i Vietnam (halveret i dele af bogen), 1 million i Østeuropa, 1,5 millioner Afghanistan (herunder sandsynligvis den afghansk-sovjetiske krig) og 150 000 i Latinamerika. Andre anslår tal at være meget højere eller lavere. Kommunisterne har ofte kritiseret disse tal til at være subjektiv, eller påpeger de, at lige så mange eller flere er blevet dræbt af kapitalistiske regimer.

## Kritik
Kommunismen kritiseres bl.a. for at være grundlæggende i uoverensstemmelse med den menneskelige natur, bl.a. omkring ejerskabsforhold. Det antages af nogle, at det er en naturlig og automatisk proces, at et menneske tilegner sig ejendom (jordarealer/territorium eller fysiske ejendele). Skulle et kommunistisk samfund realiseres, ville dets grundteser således være i strid med det basale menneskelige behov for ejendom. Kort sagt er egoisme en større drivkraft i mennesket end altruisme.
Kommunismen kritiseres også for sine negative samfundsøkonomiske konsekvenser.

## Stater ledet af deres respektive kommunistpartier
Stater som i dag ledes af deres respektive kommunistpartier:
- Kina (1949-)
- Cuba (1959-)
- Nordkorea (1945-)
- Vietnam (1945-)
- Laos (1975-)

Stater ledet af deres respektive kommunistpartier med demokratisk valgt regering:
- Angola (1975-)
- Mozambique (1975-)
- Cypern (2007-) (dog i koalition med liberale og konservative)
- Moldova (2009-)
- Nepal (2004-)

Stater, der har kommunistiske partier i en koalitionsregering, hvor det kommunistiske parti ikke er det førende parti i landet:
- Bolivia (2005-)
- Brasilien
- Hviderusland (1992-)
- Sri Lanka (2004-)
- Sydafrika (1994-)
- Syrien
- Ukraine (2010-)
- Uruguay (2005-)
- Venezuela (2000-)

Stater som tidligere blev ledt af deres respektive kommunistpartier
- USSR Sovjetunionen (1922-1991)
  - Sovjetiske republikker:
  -  SFSR Rusland (1917)
  -  SSR Ukraine (1917)
  -  BSSR Hviderusland (1919)
  -  ESSR Estland (1940)
  -  SSR Letland (1940)
  -  SSR Litauen (1940)
  -  MSSR Moldova (1940)
  -  SSR Kasakhstan (1936)
  -  SSR Kirgisien (1936)
  -  SSR Armenien (1920)
  -  SSR Aserbajdsjan (1920)
  -  SSR Georgien (1921)
  -  SSR Tajikistan (1929)
  -  SSR Turkmenistan (1921)
  -  SSR Uzbekistan (1924)
  -  Kinesiske Sovjetrepublik (1931-1934)
    - Sovjetiske satellit-stater:
    -  Albanien (1945-1992)
    -  DDR (1949-1990)
    -  Polen (1944-1989)
    -  Tjekkoslovakiet (1944-1989)
    -  Ungarn (1949-1989)
    -  Rumænien (1947-1989)
    -  Bulgarien (1946-1990)
    -  Mongoliet (1924-1992)

Uafhængige stater som tidligere var under ledelse af deres respektive kommunistparti
- Afghanistan (1978-1992)
- Syd Yemen (1967-1990)
- Benin (1975-1990)
- Burma (1962-1988)
- Somalia (1969-1991)
- Etiopien (1974-1990)
- Republikken Congo (1970-1991)
- Khemer Cambodja (1975-1979)
- Frie Cambodja (1979-1993)
- Jugoslavien (1943-1992)
  - Jugoslaviske socialistrepublikker:
  -  SR Bosnien og Herzegovina (1943)
  -  SR Kroatien (1943)
  -  SR Montenegro (1943)
  -  SR Slovenien (1944)
  -  SR Serbien (1943)
- San Marino (1945-1957)